# Войчех Киляр
Во̀йчех Кѝляр (на полски: Wojciech Kilar, МФА: [ˈvɔjt͡ɕex kilar]) е полски пианист, диригент и композитор, автор главно на класическа и филмова музика.

## Биография
Киляр е роден през 1932 година в Лвов, Полша (днес в Украйна), в семейството на лекар и театрална актриса. Още като дете започва да свири на пиано. През 1945 година, след като семейството му напуска Лвов, постъпва в музикално училище в Жешов. През 1947 година дебютира като пианист на конкурс за млади таланти, където изпълнява собствена композиция. През 1947 – 1948 година учи в Държавния музикален лицей в Краков, а през 1948 – 1950 година – в Държавния музикален лицей в Катовице. През 1955 година завършва Държавното висше музикално училище в Катовице, след което започва работа в него като асистент на Болеслав Вуйтович. През 1959 – 1960 година учи с френска държавна стипендия при Надя Буланже в Париж.
След като завършва висшето си образование Киляр става асистент на своя преподавател Болеслав Вуйтович. През следващите години печели няколко награди и става известен като един от представителите на полския авангард през 60-те години, наред с Кшищоф Пендерецки и Хенрик Миколай Гурецки. През 70-те години започва да композира филмова музика. През 1977 г. е сред основателите на Дружество „Карол Шимановски“. В периода 1979 – 1981 г. е заместник-председател на Съюза на полските композитори, дълги години е председател на секцията на обединението в Катовице. Участва и в репертоарната комисия на фестивала Варшавска есен.
Умира на 29 декември 2013 г. в Катовице.

## Творчество
През 1955 г. е отличен с втора награда на Младежкия фестивал във Варшава за Малка увертюра. Това е и първата му издадена творба. Като стипендист в Париж пише одата Бела Барток im memoriam, за която е отличен награда на името на Лили Буланже в Бостън. Това произведение затваря класическия период в творчеството на копозитора.
Име на водещ авангарден композитор му носят творби като Riff 62, Générique, Diphtongos, Springfield Sonet, и Upstairs-Downstairs. Творчеството му от този период полските музиковеди определят като „сонористичен конструктивизъм“. На фестивала Варшавска есен през 1962 г. Riff 62 му носи изключиелен успех – оркестърът на Силезийската филхармония, дирижиран от Карол Стрия, е извикан на бис.
В началото на 70-те композиторът се насочва към минималистичната музика, пример за която е Upstairs-Downstairs. През следващите години се отдалечава от авангардния стил. През 1974 г. създава най-известната си творба, симфоничната поема Кшесани. Следват още няколко творби, вдъхновени от фолклора на Татрите – Кошчелец 1909, посветена на трагично загиналия композитор и алпинист Мечислав Карлович (син на Ян Карлович), Сива мъгла и Орава. Творческият му интерес е насочен и към религиозната музика (Богородица, Ангелус, Виктория).
Килар придобива най-голяма известност като филмов композитор. Автор е на музиката към над 100 филма. Сред полските режисьори работи с Анджей Вайда, Кшищоф Зануси, Кшищоф Кешловски, Роман Полански. Световна известност му носи музиката към Дракула на Франсис Форд Копола (1992).